# Joey Luthman
Joseph Gregory Wagner "Joey" Luthman (nascido em 14 de Janeiro de 1997) é um ator estadunidense.

## Vida pesssoal
Joey nasceu no Southview Hospital em Dayton (Ohio), em 14 de Janeiro de 1997. Ele começou a atuar aos 5 anos de idade.Sua primeira atuação foi em Nuncrackers no Playhouse Dayton, em Dayton, Ohio. Seus irmãos, Jonathan Shine, Julien Shine e Lauren Shine também atuaram nesta produção.

## Filmografia
| Filme                        | Ano  |
| ---------------------------- | ---- |
| The Whistler                 | 2007 |
| Negotiations                 | 2007 |
| The Lost Boy                 | 2007 |
| Love Sophie                  | 2007 |
| 1%                           | 2008 |
| Stars and Suns               | 2008 |
| King of the Cardboard People | 2008 |
| Big Fat Important Movie      | 2008 |
| Last Meal                    | 2008 |
| Suppressant                  | 2009 |
| Miss March                   | 2009 |
| Forget Me Not                | 2009 |
| The Father                   | 2009 |
| Save the Skeet               | 2009 |
| The Sinners                  | 2010 |
| Quest                        | 2010 |
| Kissing Strangers            | 2010 |
| Mad Dog and the Flyboy       | 2010 |
| Bad Teacher                  | 2011 |

### Televisão
| Serie            | Ano         |
| ---------------- | ----------- |
| Human Giant      | 2007        |
| Big Shots        | 2007        |
| October Road     | 2008        |
| Weeds            | 2008        |
| Eleventh Hour    | 2008        |
| Private Practice | 2008        |
| iCarly           | 2008 e 2009 |
| Ghost Whisperer  | 2010        |
| The Forgotten    | 2010        |